# Keala O'Sullivan
Pour les articles homonymes, voir O'Sullivan.
Rachel Kealaonapua "Keala" O'Sullivan, née le 3 novembre 1950 à Honolulu, est une plongeuse américaine.

## Biographie
Elle remporte une médaille de bronze en tremplin à 3 mètres aux Jeux olympiques d'été de 1968 à Mexico.